# هاينريش راو
هاينريش غوتلوب راو (بالانجليزية: Heinrich Gottlob Rau) «هاينر» (من مواليد 2 أبريل عام 1899 - 23 مارس عام 1961) سياسي شيوعي ألماني في عهد جمهورية فايمار؛ بعد ذلك، خلال الحرب الأهلية الإسبانية، كان عضوًا بارزًا في الألوية الدولية وبعد الحرب العالمية الثانية كان رجل دولة بارزًا في ألمانيا الشرقية.
نشأ راو في إحدى ضواحي شتوتغارت، حيث أصبح نشطًا في وقت مبكر في منظمات الشباب الاشتراكية. بعد الخدمة العسكرية في الحرب العالمية الأولى، شارك في الثورة الألمانية في عامي 1918-19. من عام 1920 فصاعدًا، عُرف لكونه صانع سياسة زراعية رائدًا للحزب الشيوعي الألماني (كيه بي دي). انتهى هذا في عام 1933، عندما وصل أدولف هتلر إلى السلطة. بعد ذلك بوقت قصير تم زجّ راو في السجن لمدة عامين. باعتباره عدوًا للنظام النازي في ألمانيا، سُجن راو لأكثر من نصف وقت حكم هتلر، كمحصلة نهائية. بعد سجنه لأول مرة، هاجر راو في عام 1935 إلى الاتحاد السوفييتي. من هناك، في عام 1937، ذهب إلى إسبانيا حيث شارك في الحرب الأهلية الإسبانية كقائد لإحدى الألوية الدولية. في عام 1939، تم القبض عليه في فرنسا وتم تسليمه من قِبل النظام الفيشي إلى ألمانيا النازية عام 1942. بعد بضعة أشهر في سجن غيستابو، نُقل راو إلى معسكر اعتقال ماوتهاوزن في مارس عام 1943. أثناء وجوده في معسكر الاعتقال، شارك راو في أنشطة الأسرى التآمرية، ما أدى إلى إثارة انتفاضة في الأيام الأخيرة قبل نهاية الحرب العالمية الثانية في أوروبا.
بعد الحرب، لعب دورًا مهمًا في المشهد السياسي لألمانيا الشرقية. قبل إنشاء دولة ألمانيا الشرقية، كان راو رئيس اللجنة الاقتصادية الألمانية تمهيدًا لرئاسته حكومة ألمانيا الشرقية. بعد ذلك، أصبح رئيسًا للجنة التخطيط الوطني لألمانيا الشرقية ونائبًا لرئيس مجلس الوزراء. كان سياسيًا اقتصاديًا بارزًا ودبلوماسيًا في ألمانيا الشرقية وأشرف على وزارات مختلفة في عدة أوقات. داخل حزب الوحدة الاشتراكية الألماني الحاكم في ألمانيا الشرقية (إس إي دي) كان عضوًا في المكتب السياسي للحزب.

## المنشأ ومهنته السياسية الأولى

### شتوتغارت

#### السنوات الأولى قُبيل الحرب العالمية الأولى
وُلد راو في فيورباخ، التي تُعتبر الآن جزءًا من شتوتغارت في مملكة فورتمبيرغ الألمانية، وهو ابن فلاح أصبح فيما بعد عامل مصنع. نشأ راو في مدينة زوفنهاوزن المجاورة، وهي تُعتبر الآن أيضًا جزءًا من شتوتغارت. بعد الانتهاء من المدرسة في ربيع عام 1913، بدأ العمل على آلة المكبس في مصنع للأحذية. في نوفمبر عام 1913، غيّر صاحب العمل وانتقل إلى مصنع بوش في فيورباخ. هناك أكمل تدريبه بالعمل على آلة المكبس واستمر حتى خريف عام 1920، مع انقطاع دام خلال عامي 1917-1918 والثورة الألمانية اللاحقة 1918-1919 بسبب الخدمة العسكرية.
منذ عام 1913، كان راو نشطًا أيضًا في الحركة العمالية. في ذلك العام، انضم إلى نقابة عمال المعادن (بالألمانية: Deutscher Metallarbeiterverband) ومجموعة ديمقراطية اجتماعية للشباب في زوفنهاوزن. خلال السنوات التالية التي شهدت بداية الحرب العالمية الأولى، تأثرت مجموعة الشباب، التي أصبح راو زعيمًا لها في عام 1916، بشكل كبير بالجناح اليساري للحزب الديمقراطي الاجتماعي الألماني (إس بي دي). اعتبر اليساريون الحرب صراعًا بين «القوى الإمبريالية». قام عدد قليل من الأعضاء المحليين في مجموعة الحزب الاشتراكي الديمقراطي اليساري المتطرف، من بينهم إدوين هورنل وألبرت شراينر، اللذان أصبحا فيما بعد معروفين في رابطة سبارتاكوس (سبارتاكوسبوند)، بزيارة مجموعة الشباب في زوفنهاوزن وألقيا عدة محاضرات. في عام 1916، انضم راو إلى رابطة سبارتاكوس أيضًا وأصبح مؤسسًا مشاركًا لمنظمتهم الشبابية. وفقًا لسياسة الرابطة، انضم راو في عام 1917 إلى الحزب الديمقراطي الاجتماعي المستقل اليساري في ألمانيا (يو إس بي دي) وفي عام 1919 إلى الحزب الشيوعي الألماني (كيه بي دي)، الذي تأسس بشكل أساسي على يد أعضاء رابطة سبارتاكوس.
في ربيع عام 1917، شارك راو، وهو مسؤول نقابي منتخب في شركته، في محاولة تنظيم إضراب ضد الحرب. أدى عمله إلى توبيخ تلقاه من صاحب العمل، وربما بسبب ذلك أسرع الأخير في تجنيده في الجيش في أغسطس عام 1917. في الجيش، تلقى تدريبه في فوج المشاة 126 التابع لحامية زوفنهاوزن ثم تم إرساله إلى الجبهة الغربية كعضو في سرية المدفعية. في سبتمبر عام 1918، اخترقت شظية رئتيه. في الأسابيع التالية، تلقى راو علاجه في مستشفيات عسكرية في فايمار وفي بلدة لودفيغسبورغ المجاورة لشتوتغارت. أثناء وجوده في لودفيغسبورغ، تمكن راو من الحصول على إجازة قصيرة في 8 نوفمبر عام 1918 وانضم في تلك الأيام إلى الثورة النامية في شتوتغارت.

#### الثورة
أدت الثورة في نوفمبر عام 1918 في فورتمبيرغ، مثل كل مكان في ألمانيا، إلى نهاية النظام المَلَكي. غادر الملك ويليام الثاني شتوتغارت في 9 نوفمبر، بعد وقت قصير من اقتحام حشد ثوري لمقر إقامته، قصر فيلهلم، ورفع علمًا أحمرًا فوق المبنى. في نفس اليوم، تمكن المتظاهرون أيضًا من الاستيلاء على بعض ثكنات شتوتغارت العسكرية، حيث انضمت إليها أجزاء من الحاميات. شارك راو بقوة في الأحداث في شوارع شتوتغارت في هذا اليوم وفي اليوم التالي.
شكّلت هذه الأحداث بدايةً لضجة مدنية كانت قد بدأت قبل أيام قليلة بإضرابات ومظاهرات كبيرة. في 4 نوفمبر عام 1918، تم إنشاء أول مجلس عمالي تحت قيادة أحد أعضاء رابطة سبارتاكوس فريتز روك البالغ من العمر 23 عامًا في شتوتغارت. خلال الأيام والأسابيع التالية، تم تشكيل مجالس تلقائية للعمال والجنود، استولت على جزء كبير من فورتمبيرغ. تم انتخاب راو قائدًا للشرطة العسكرية في مدينته زوفنهاوزن، وهي جزء من منطقة شتوتغارت الحضرية.
في وقت مبكر من 9 نوفمبر، اجتمع حوالي 150 عضوًا لمدة يومين في شتوتغارت. عهدت غالبية أعضاء المجلس إلى قادة الحزب الديمقراطي الاجتماعي الألماني والحزب الديمقراطي الاجتماعي المستقل اليساري، الذين تمت دعوتهم لحضور الاجتماع، بإنشاء حكومة مؤقتة في فورتمبيرغ. تولى عضو سبارتاكوس ألبرت شراينر، رئيس مجلس الجنود آنذاك، في البداية المنصب الرئيسي لوزير الحرب في الحكومة الأولى التي أُسّست بسرعة، والتي تقاسمت السلطة مع المجالس في ذلك الوقت. ومع ذلك، فقد استقال شراينر بعد أيام قليلة على إثر خلافات حول المسار المستقبلي للحكومة. في حين اعتبر بقية الأعضاء أن هدفهم المثالي هو أنواع النتائج التي حققتها ثورة أكتوبر في روسيا العام الماضي، ذلك أن موقف السياسيين الآخرين في الحزب الديمقراطي المستقل اليساري لم يكن واضحًا تمامَا، بالإضافة إلى أن قادة الحزب الاشتراكي أيّدوا الديمقراطية البرلمانية والانتخابات المبكرة في فورتمبيرغ.
خلال الأشهر التي تلت ذلك، حاول الشيوعيون مرارًا الاستيلاء على السلطة في شتوتغارت ومدن أخرى في فورتمبيرغ من خلال التمرد المسلح مصحوبًا بهجوم واسع النطاق. استولوا على المباني العامة ومكاتب الطباعة. خلال إحدى هذه المحاولات - في بداية أبريل عام 1919 عندما تم إعلان جمهورية بافاريا السوفييتية رسميًا في ميونيخ - حدث إضراب عام في منطقة شتوتغارت. أعلنت الحكومة في شتوتغارت حالة الطوارئ بعد مقتل 16 شخصًا في معارك في الشوارع. في وقت هذه الأحداث، استخدم راو منصبه كرئيس للشرطة العسكرية في زوفنهاوزن لإغلاق الشركات التي ظلت تعمل أثناء الإضراب. ومع ذلك، عندما انهار الإضراب، أقالت الحكومة راو من منصبه.
استأنف راو عمله في مصنع بوش في فيورباخ. خلال إضراب عام آخر في العديد من مدن فورتمبيرغ، من 28 أغسطس إلى 4 سبتمبر عام 1920، قاد راو لجنة الإضراب في شركته، ما أدى إلى إقالته في الحال.